# Purcellia
Purcellia is een geslacht van hooiwagens uit de familie Pettalidae.
De wetenschappelijke naam Purcellia is voor het eerst geldig gepubliceerd door Hansen & Sørensen in 1904.

## Soorten
Purcellia omvat de volgende 5 soorten:
- Purcellia argasiformis
- Purcellia griswoldi
- Purcellia illustrans
- Purcellia lawrencei
- Purcellia leleupi